# Azija
Azija je najveći i najmnogoljudniji kontinent na Zemlji. Obiluje geografskim posebnostima i svjetskim rekordima kao što su Kaspijsko jezero (površinski najveće jezero na svijetu), Mrtvo more (najdublja depresija), Himalaja (najviši planinski lanac s najvišim vrhom Mt. Everestom), Bajkalsko jezero (najdublje jezero) i Tibet (najviša visoravan).
Graniči s Europom na zapadu (granice su planinski masivi Kavkaz i Ural na kopnu, te morski prolazi Bospor i Dardaneli na moru, granica nadalje prolazi Kaspijskim jezerom i Kumo-maničkom udolinom) i Afrikom na jugozapadu (Sueski kanal, Crveno more i prolaz Bab-el-Mandeb). Australija se nalazi južno, a Amerika istočno od Azije i nemaju kopnenu granicu s njom. Azija je površinom najveća kopnena masa na planetu Zemlji s površinom od 44,568.500 km². Azija u geopolitičkom smislu ne uključuje Sinajski poluotok koji se obično pripaja Africi.

## Rana povijest Azije
Na povijest Azije zbog veličine i udaljenosti pojedinih regija može se gledati kao na zasebne povijesti Istočne Azije, povijest Jugoistočne Azije i povijest Bliskog istoka, koje povezuje povijest stepa središnjeg dijela Azije.
Obalna područja Azije bila su mjesta nastanka prvih civilizacija, od kojih se svaka smjestila u plodne doline rijeka kao što su Mezopotamija između Eufrata i Tigrisa, dolina rijeke Ind ili rijeke Huang He (Žuta rijeka). U tim dolinama nastali su brojni gradovi i carstva. Civilizacije drevne Mezopotamije, doline rijeke Ind i Huang He su izmjenjivale mnoga otkrića kao što su matematika ili kotač, dok su se neka kao što je npr. pismo razvila posebno. Jerihon je neolitičko naselje i smatra se najstarijim gradskim naseljem, a utemeljen je 8350. – 7350. pr. Kr.
Središnja Azija, područje stepa, bilo je naseljeno nomadskim plemenima koja su se iz područje središnje Azije mogla kretati u potragu za hranom u ostala područja. Najranije zabilježeno takvo kretanje je širenje Indoeuropljana, čiji se jezik proširio na Bliski Istok, Južnu Aziju i granična područja Kine. Sjeverni dio Azije zahvaća područje Sibira koje je rijetko naseljeno, a zbog nepovoljnih klimatskih uvjeta širenje nomada nije išlo u tom smjeru.
Središnji dio okružen je visokim planinskim lancima i nepreglednim pustinjama, što je štitilo rubna podučja Azije u kojima su se razvili gradovi i države od učestalih napada nomada. Kavkaz i Himalaja, pustinje Karakum i Gobi prirodne su prepreke koje su nomadska plemena prelazila rijetko uz velike teškoće. Nastale civilizacije i gradovi u plodnim dolinama bile su znatno tehnološki i društveno naprednije od nomada, ali se nisu mogli vojno oduprijeti jašućim hordama iz stepa. Novopridošli nomadi koji su osvajali područja Indije, Kine i Bliskog Istoka, došli su u nove krajeve gdje nisu mogli prehraniti svoju konjicu i održavati prijašnji način života, a s vremenom bi se prilagodili novim uvjetima te tako prešli na isti način života kao lokalno stanovništvo.

## Površina
Prema Zemljopisnom atlasu za osnovnu školu (2005.), Azija obuhvaća površinu od 45,036.492 km².
Hrvatska enciklopedija (1999.) navodi podatak o 44,472.097 km² ukupne površine. Isti podatak donosi i Hrvatski obiteljski leksikon. Opća i nacionalna enciklopedija (Proleksis enciklopedija) donosi podatak o 44,300.000 km², odnosno o skoro 30 % od svega kopna na Zemlji. Hrvatski jezični portal donosi podatak o površini od 44,311.316 km².

## Stanovništvo
Prema procjeni za 2002. godinu Azija je imala oko 3.800.000.000 stanovnika (bez europskog dijela država Rusije i Turske i afričkog dijela Egipta), što je 58 % ukupnog stanovništva svijeta. Prosječna gustoća naseljenosti je oko 84 stan./km2, čime je ujedno i najgušće naseljen kontinent. Na njoj se nalaze i dvije najmnogoljudnije države svijeta: Kina i Indija, obje s preko milijardu stanovnika. Razmještaj stanovništva je veoma neujednačen, čemu su najvise doprinijeli prirodni uvjeti. Većina stanovnistva koncentrirana je u monsunskom području Južne i Istočne Azije. U ovim dijelovima prosjecna gustina naseljenosti prelazi 500 stan./km².
Popis zemalja/teritorija poredanih po gustoći stanovništva (stanovnika/km2).
Pri izračunu korištena je ukupna površina zemalja uključujući i vodene površine, stoga dobivene brojke mogu odstupati od onih u člancima za svaku pojedinu državu/teritorij.
Rusija, Egipat i Turska se također navode u tablici, iako su te države djelomično u Aziji. Cipar, koji je u Europi, smatra se otokom Azijskoga Sredozemlja. Gruzija, Armenija i Azerbajdžan su također navedene.
|                            | gustoća | površina   | broj stanovnika  |
| država                     | (/km2)  | (km2)      | (procjena 2002.) |
| -------------------------- | ------- | ---------- | ---------------- |
| Makao                      | 18.000  | 25         | 461.833          |
| Hong Kong                  | 6688    | 1092       | 7,303.334        |
| Singapur                   | 6430    | 693        | 4,452.732        |
| Maldivi                    | 1070    | 300        | 320.165          |
| Bahrein                    | 987     | 665        | 656.397          |
| Bangladeš                  | 926     | 144.000    | 133,376.684      |
| Republika Kina na Tajvanu  | 627     | 35.980     | 22,548.009       |
| Palestinski teritoriji     | 545     | 6220       | 3,389.578        |
| Južna Koreja               | 491     | 98.480     | 48,324.000       |
| Libanon                    | 354     | 10.400     | 3,677.780        |
| Japan                      | 336     | 377.835    | 126,974.628      |
| Indija                     | 318     | 3,287.590  | 1.045,845.226    |
| Šri Lanka                  | 298     | 65.610     | 19,576.783       |
| Izrael                     | 290     | 20.770     | 6,029.529        |
| Filipini                   | 282     | 300.000    | 84,525.639       |
| Vijetnam                   | 246     | 329.560    | 81,098.416       |
| Sjeverna Koreja            | 184     | 120.540    | 22,224.195       |
| Nepal                      | 184     | 140.800    | 25,873.917       |
| Pakistan                   | 184     | 803.940    | 147,663.429      |
| Kina                       | 134     | 9,596.960  | 1.284,303.705    |
| Tajland                    | 121     | 514.000    | 62,354,402       |
| Indonezija                 | 121     | 1,919.440  | 231,328.092      |
| Kuvajt                     | 118     | 17.820     | 2,111.561        |
| Armenija                   | 112     | 29.800     | 3,330.099        |
| Sirija                     | 93      | 185.180    | 17,155.814       |
| Azerbajdžan                | 90      | 86.600     | 7,798.497        |
| Turska                     | 86      | 780.580    | 67,308.928       |
| Gruzija                    | 71      | 69.700     | 4,960.951        |
| Kambodža                   | 71      | 181.040    | 12,775.324       |
| Egipat                     | 71      | 1,001.450  | 70,712.345       |
| Katar                      | 69      | 11.437     | 793.341          |
| Malezija                   | 69      | 329.750    | 22,662.365       |
| Istočni Timor              | 63      | 15.007     | 952.618          |
| Mjanmar                    | 62      | 678.500    | 42,238.224       |
| Brunej                     | 61      | 5770       | 350.898          |
| Jordan                     | 58      | 92.300     | 5,307.470        |
| Uzbekistan                 | 57      | 447.400    | 25,563.441       |
| Irak                       | 55      | 437.072    | 24,001.816       |
| Tadžikistan                | 47      | 143.100    | 6,719.567        |
| Butan                      | 45      | 47.000     | 2,094.176        |
| Afganistan                 | 43      | 647.500    | 27,755.775       |
| Iran                       | 40      | 1,648.000  | 66,622.704       |
| Jemen                      | 35      | 527.970    | 18,701.257       |
| Ujedinjeni Arapski Emirati | 30      | 82.880     | 2,445.989        |
| Laos                       | 24      | 236.800    | 5,777.180        |
| Kirgistan                  | 24      | 198.500    | 4,822.166        |
| Oman                       | 13      | 212.460    | 2,713.462        |
| Saudijska Arabija          | 12      | 1,960.582  | 23,513.330       |
| Turkmenistan               | 9,6     | 488.100    | 4,688.963        |
| Rusija                     | 8,5     | 17,075.200 | 144,978.573      |
| Kazahstan                  | 6,2     | 2,717.300  | 16,741.519       |
| Mongolija                  | 1,7     | 1,565.000  | 2,694.432        |
| Ukupno                     | 80,5    | 49,694.698 | 4.000,601.258    |

## Politička podjela
| Zastava | Grb | Ime države                 | Stanovništvo  | Površina (km²) | Glavni grad          |
| ------- | --- | -------------------------- | ------------- | -------------- | -------------------- |
|         |     | Afganistan                 | 30,419.928    | 647.500        | Kabul                |
|         |     | Armenija                   | 2,970.495     | 29.743         | Erevan               |
|         |     | Azerbajdžan                | 9,493.600     | 86.600         | Baku                 |
|         |     | Bahrein                    | 1,248.348     | 760            | Manama               |
|         |     | Bangladeš                  | 150,039.000   | 147.570        | Dhaka                |
|         |     | Brunej                     | 408.786       | 5.765          | Bandar Seri Begawan  |
|         |     | Butan                      | 716.896       | 38.394         | Thimphu              |
|         |     | Filipini                   | 99,779.700    | 300.000        | Manila               |
|         |     | Gruzija                    | 4,570.934     | 69.700         | Tbilisi              |
|         |     | Indija                     | 1.205,073.612 | 3,287.263      | New Delhi            |
|         |     | Indonezija                 | 248,645.008   | 1,904.569      | Jakarta              |
|         |     | Irak                       | 31,129.225    | 438.317        | Bagdad               |
|         |     | Iran                       | 78,868.711    | 1,648.195      | Teheran              |
|         |     | Istočni Timor              | 1,143.667     | 14.874         | Dili                 |
|         |     | Izrael                     | 7,590.758     | 20.770         | Tel Aviv (Jeruzalem) |
|         |     | Japan                      | 127,368.088   | 377.915        | Tokio                |
|         |     | Jemen                      | 24,771.809    | 527.968        | Sana                 |
|         |     | Jordanija                  | 6,508.887     | 89.342         | Amman                |
|         |     | Južna Koreja               | 50,004.441    | 100.210        | Seul                 |
|         |     | Kambodža                   | 14,952.665    | 181.035        | Phnom Penh           |
|         |     | Katar                      | 1,951.591     | 11.586         | Doha                 |
|         |     | Kazakstan                  | 17,522.010    | 2,724.900      | Astana               |
|         |     | Kina                       | 1.343,239.923 | 9,596.961      | Peking               |
|         |     | Kirgizija                  | 5,496.737     | 199.951        | Biškek               |
|         |     | Kuvajt                     | 2,646.314     | 17.818         | Kuwait               |
|         |     | Laos                       | 6,586.266     | 236.800        | Vientiane            |
|         |     | Libanon                    | 4,140.289     | 10.400         | Beirut               |
|         |     | Maledivi                   | 394.451       | 298            | Malé                 |
|         |     | Malezija                   | 29,179.952    | 329.847        | Kuala Lumpur         |
|         |     | Mijanmar (Burma)           | 54,584.650    | 676.578        | Naypyidaw            |
|         |     | Mongolija                  | 3,179.997     | 1,564.116      | Ulan Bator           |
|         |     | Nepal                      | 29,890.686    | 147.181        | Katmandu             |
|         |     | Oman                       | 3,090.150     | 309.500        | Muskat               |
|         |     | Pakistan                   | 190,291.129   | 796.095        | Islamabad            |
|         |     | Palestina                  | 4,279.699     | 6220           | Gaza/Ramala          |
|         |     | Rusija                     | 142,517.670   | 17,098.242     | Moskva               |
|         |     | Saudijska Arabija          | 26,534.504    | 2,149.690      | Rijad                |
|         |     | Singapur                   | 5,353.494     | 697            | Singapore            |
|         |     | Sirija                     | 22,530.746    | 185.180        | Damask               |
|         |     | Sjeverna Koreja            | 24,589.122    | 120.538        | Pjongjang            |
|         |     | Šri Lanka                  | 21,481.334    | 65.610         | Colombo              |
|         |     | Tadžikistan                | 7,768.385     | 143.100        | Dušanbe              |
|         |     | Tajska                     | 67,091.089    | 513.120        | Bangkok              |
|         |     | Tajvan (Republika Kina)    | 23,261.747    | 36.193         | Taipei               |
|         |     | Turkmenija                 | 5,054.828     | 488.100        | Ašgabat              |
|         |     | Turska                     | 79,749.461    | 783.562        | Ankara               |
|         |     | Ujedinjeni Arapski Emirati | 5,314.317     | 83.600         | Abu Dhabi            |
|         |     | Uzbekistan                 | 28,394.180    | 447.400        | Taškent              |
|         |     | Vijetnam                   | 91,519.289    | 331.212        | Hanoi                |

## Vanjske poveznice
- Asia Newscast
- Karte Azije
- Asian Genes
- Asia maps

Sestrinski projekti
|  | Zajednički poslužitelj ima stranicu o temi Azija    |
|  | Zajednički poslužitelj ima još gradiva o temi Azija |
|  | Wječnik ima rječničku natuknicu Azija               |